# Eupithecia lunata
Eupithecia lunata es una especie de polilla de la familia Geometridae. La especie fue descrita por primera vez por Karl Dietze habiendo sido descrita en 1910, con distribución en Asia. Tiene gran parecido a otras especies asiaticás: Eupithecia interpunctaria y Eupithecia mandschurica.